# Lite-On
Lite-On (chiń. 光寶科技) – tajwańskie przedsiębiorstwo elektroniczne, zajmujące się produkcją urządzeń optoelektronicznych i zasilaczy. Jego portfolio obejmuje m.in. diody LED, zasilacze i fototranzystory. Jest także producentem nagrywarek DVD. Przedsiębiorstwo zostało założone w 1975 roku. 
W 2020 r. dział SSD Lite-On został nabyty przez Kioxia (Toshiba Memory).